# Mellitiphis alvearius
Mellitiphis alvearius är en spindeldjursart som först beskrevs av Berlese 1896.  Mellitiphis alvearius ingår i släktet Mellitiphis och familjen Laelapidae. Inga underarter finns listade i Catalogue of Life.